# Real Cesenatico
Associazione Sportiva Cesenatico Chimicart Assocazione Dilettantistica (znany jako Real Cesenatico) – istniejący w latach 1932-2011 włoski klub piłkarski z siedzibą w mieście Cesenatico w regionie Emilia-Romania.

## Historia
Klub założono w 1932 roku pod nazwą US Cesenatico. W początkach swojej działalności miał on charakter rekreacyjny. Po zakończeniu II wojny światowej Cesenatico rozpoczęło grę na IV szczeblu rozgrywkowym. W 1952 roku towarzystwo sportowe przestało istnieć, natomiast kontynuowanie jego tradycji przejęła założona w 1951 roku przez Alfiero Morettiego Polisportiva Alfiero Moretti. W 1959 roku klub dokonał fuzji z Polisportiva Ad Novas i zmienił nazwę na US Cesenatico Alfiero Moretti. W 1973 roku w struktury klubu włączono US I Delfini.
W 1983 roku Cesenatico uzyskało awans do Serie C2, gdzie grało przez 4 kolejne sezony. Okres ten uznaje się za najlepszy w historii klubu. W latach 1983–1985 szkoleniowcem zespołu był Alberto Zaccheroni (wcześniej piłkarz US Cesenatico), który rozpoczął swoją karierę trenerską, po tym, gdy w wyniku kontuzji zmuszony był zaprzestać gry w piłkę nożną.
Od spadku z Serie C2 w 1987 roku Cesenatico balansowało między V a VIII szczeblem rozgrywkowym. W połowie 2003 roku klub nabył licencję Realu Sarsina na występy w Eccellenzy, odstępując swoje miejsce w Promozione AC Virtus San Mauro Mare i zmieniając jednocześnie nazwę na Real Cesenatico. W październiku 2006 roku na stanowisku trenera zatrudniono Giampaolo Mazzę, który łączył tę funkcję z pracą selekcjonera reprezentacji San Marino. Po sezonie 2006/07 awansował on z Cesenatico do Serie D, wygrywając grupę B Eccellenzy. Jesienią 2007 roku zwolniono go z powodu niezadowalających wyników, by w lutym 2008 roku przywrócić go na stanowisko. Miesiąc później Mazza ostatecznie odszedł z zespołu, a Cesenatico pod wodzą Marco Carrary spadło z ligi. Od sezonu 2008/09 klub występował pod nazwą swojego głównego sponsora jako Cesenatico Chimicart.
W 2010 roku Cesenatico ponownie uzyskało promocję do Serie D, z której spadło po jednym sezonie. Po relegacji zarząd zdecydował o nieprzystąpieniu do rozgrywek Eccellenzy, po czym klub rozwiązano.
Chronologia nazw
- 1932–1952: Unione Sportiva Cesenatico
- 1951–1959: Polisportiva Alfiero Moretti
- 1959–1973: Unione Sportiva Cesenatico Alfiero Moretti
- 1973–1979: Unione Sportiva Cesenatico
- 1979–1988: Unione Sportiva Cesenatico SIPLA
- 1988–2000: Associazione Calcio Cesenatico
- 2000–2003: Associazione Sportiva Cesenatico Calcio
- 2003–2008: Associazione Sportiva Real Cesenatico
- 2008–2011: Associazione Sportiva Cesenatico Chimicart Assocazione Dilettantistica

## Barwy
Oficjalnymi barwami Realu Cesenatico były kolory czerwony i granatowy.

## Stadion
Real Cesenatico rozgrywał swoje mecze na Stadio Comunale Alfiero Moretti, zlokalizowanym przy Via Gastone Sozzi 2 w centralnej części miasta. Obiekt oddano do użytku w 1980 roku. Jego pojemność wynosi 9500 widzów.

## Znani piłkarze
- Giorgio Ghezzi
- Christian Lantignotti
- Alessandro Teodorani
- Alberto Zaccheroni